# 安东尼奥·德拉托雷
安东尼奥·德拉托雷·比利亚尔潘多（西班牙語：Antonio de la Torre Villalpando，1951年9月21日—2021年8月2日），墨西哥男子足球运动员，司职后卫。他曾代表墨西哥国家队参加1978年国际足联世界杯，结果队伍止步小组赛阶段。